# أور دو كوغا
أور دو كوغا هو الملك الثالث عشر لسلالة إيسن في العراق وهو من الأموريين ألذين سكنوا في جنوب العراق، بدأ حكمه في سنة 1767 ق م. حسب قائمة ملوك سومر حكم لمدة 3 سنوات وإنتهى حكمه في سنة 1764 ق م. غير معروف كثيراً الأحداث التي حصلت في زمنه. خلف الحكم من إيتير بيشا وخلفه سوين ماغير.